# アフリカーンス語版ウィキペディア
アフリカーンス語版ウィキペディア（アフリカーンスごばんウィキペディア、は、アフリカーンス語によって執筆・編集されているウィキペディアである。

## 歴史
- 2001年11月16日 アフリカーンス語版ウィキペディアが開始

## 記事数
- 2021年9月8日、10万項目を突破する。